# Bulbophyllum aristopetalum
Bulbophyllum aristopetalum là một loài phong lan thuộc chi Bulbophyllum.